# Ernst Brandenburger
Ernst Brandenburger (virksom fra 1689, død 1713) var en dansk bygmester og entreprenør, der i samarbejde med Christof Marselis og Wilhelm Friedrich von Platen satte sit præg på barokkens arkitektur under kong Frederik IV's tidlige regeringstid. Han blev begravet 14. december 1713 i Skt. Petri Kirke, København.
Brandenburger blev indstillet som bygmester i Fyens Stift 29. november 1689, fik bestalling 25. januar 1690, var murermester ved de kgl. slotte 1695 og entreprenør ved kongens bygninger i Danmark 1698. Han var kongelig bygningsinspektør fra 1704 til sin død. Han overtog 1700 et teglværk i Vedbæk.
Han blev ca. 1718 gift med Birgitte Margrethe Lønborg. 

## Værker
- Hovedbygning på Stensballegård (ca. 1691-93)
- Tegninger til modernisering af Clausholm (1692)
- Clausholms nybygning (1693-1701)
- Tårn på Galten Kirke (1697)
- Niels Juels kapel ved Holmens Kirke, København (1697, nedrevet)
- Ombygning af Prinsens Gård, Frederiksberg (1697 og 1705-06)
- Frederiksberg Slot (1699-1704, senere ombygget)
- Frederiksberg Slotskirke (1710, sammen med Christoph Marselis og Wilhelm Friedrich von Platen)
- Ridehus på Frederiksborg Slot (1699, nedrevet)
- Nyindretning af riddersalen på Københavns Slot (1700-01, nedrevet 1730)
- Operahuset, Fredericiagade, København (1701-02, senere ombygget, nu del af Østre Landsret)
- Staldmestergården, Slotsholmen, København (1703-06, sammen med Marselis og von Platen)
- Ulrik Frederik Gyldenløves Palæ, Dronningens Tværgade 2, København (1700-02, senere ombygget, nu Håndværkerforeningen)